# 接続詞畳用
接続詞畳用（せつぞくしちょうよう、または連辞畳用、polysyndeton）とは、たとえば「he ran and jumped and laughed for joy」のように、近くで連続して複数の接続詞を（省略可能でも省略せずに）使う修辞技法のこと。
接続詞畳用は様々な修辞的効果を得るために使われる。散文のリズムを変えてテンポを速く、または遅くしたり、厳粛な空気を付け足したり、逆に恍惚感や子供のような溢れる喜びを表現したりすることができる。
また文法上、すべての合接詞が等位接続詞（英語では通常 and、but、or、nor）によって結合された等位関係を「接続詞畳用の等位関係」 (polysyndetic coordination) と呼ぶ。接続詞を省略しない接続詞畳用に対して、接続詞を含まない等位関係を「接続詞省略」(asyndeton)、接続詞を1つだけ使うものを「接続詞を含んだ構文」(syndeton, syndetic coordination) と呼ぶ。

## 例
接続詞畳用は、『欽定訳聖書』の中で広範囲にわたって使用されている。（接続詞は太字）
近現代の作家たちも接続詞畳用を使っている。